# Octopolis et Octlantis
 (novembre 2024).

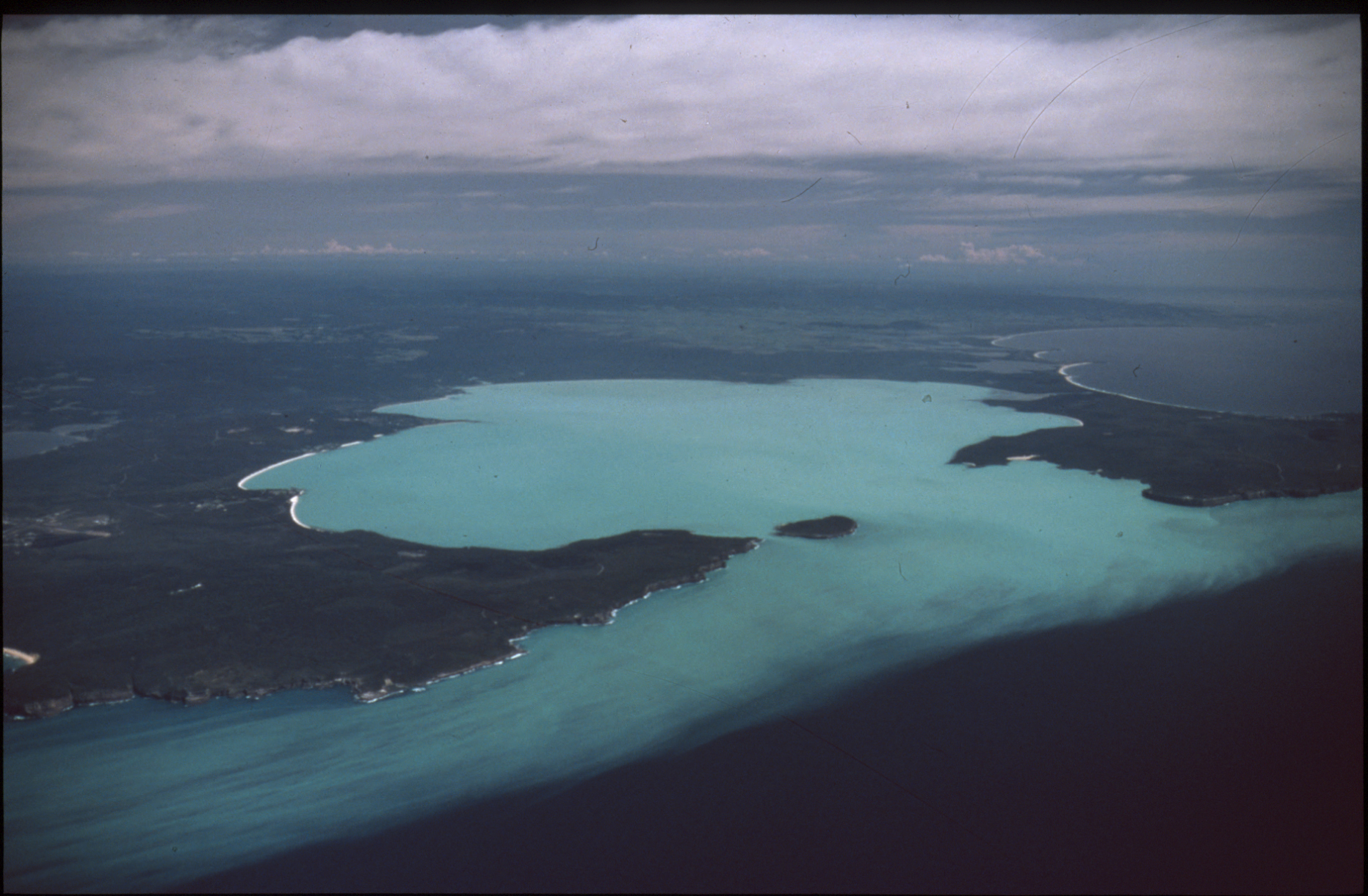
La Baie de Jervis en Nouvelle-Galles du Sud (Australie) où se trouvent les deux colonies.

Octopolis et Octlantis sont deux colonies non humaines occupées par des poulpes sombres (Octopus tetricus) dans la baie de Jervis, sur la côte sud des Nouvelle-Galles du Sud. Le premier site, baptisé « Octopolis » par les biologistes, a été découvert en 2009. Octopolis est constitué d'un lit de coquillages (principalement des Saint-Jacques) en forme d'ellipse de 2 à 3 mètres d'axe focal, ne contenant qu'un seul déchet humain, probablement de la ferraille. Les poulpes construisent leurs "habitations" en creusant dans le lit de coquillages. Les coquilles semblent fournir un matériau de construction bien meilleur pour les poulpes que les sédiments fins autour du site. Jusqu'à 14 poulpes ont été observés en même temps à Octopolis. En 2016, une deuxième colonie nommée « Octlantis » a été découverte à proximité. Elle ne contient aucun déchet humain et peut abriter le même nombre de poulpes. Les deux sites se trouvent dans le parc national Booderee. Certains médias ont décrit ces sites comme des « villes » de poulpes mais les chercheurs qui ont travaillé sur ces sites considèrent qu'il s'agit d'une analogie trompeuse,.